# Xian de Huilai
Le xian de Huilai (惠来县 ; pinyin : Huìlái Xiàn) est un district administratif de la province du Guangdong en Chine. Il est placé sous la juridiction de la ville-préfecture de Jieyang.

## Démographie
La population du district était de 1 043 700 habitants en 1999.